# Кръмно цвекло
Кръмното цвекло (Beta vulgaris var. crassa) е двегодишно растение от разред Caryophyllales. През първата година образува кореноплод, а през втората семена. Произхожда от дивото цвекло (Beta maritima). Като култура е въведено в низините на река Тигър и Ефрат (около 2000 - 1500 г. пр.н.е.). Гърците и римляните го пренасят в Европа, като го отглеждат първоначално като градинска култура за листата, а по-късно за фураж.
Кръмното цвекло се състои от главен корен и странични коренови разклонения, които завършват с коренови власинки. Кореноплодът се образува върху най-горната част на главния корен. Има различни форма (вертикална, цилиндрична, сферична, конусообразна и др.) и окраска (бяла, жълта, оранжева, червена и др.). Листата са овални до сърцевидни, месести, гладки или с леко нагъната повърхност, с дълги дебели дръжки. Цветоносното стъбло достига 1-1,5 m и имат дребни листа. Кръмното цвекло е растение на умерения климат. Засява се при температура на почвата 4-5 °C (в края на март и началото на април) на дълбочина 3-4 cm. Сеитбената норма е 2,5-3 kg на декар. След засяване се валира. Окопава се най-малко 2 пъти и се напоява неколкократно.